# C.M.Samudra, Kollegal
C.M.Samudra là một làng thuộc tehsil Kollegal, huyện Chamarajanagar, bang Karnataka, Ấn Độ.